# 64式対戦車誘導弾
64式対戦車誘導弾（ろくよんしきたいせんしゃゆうどうだん）、型式名ATM-1は、第二次世界大戦後に日本が初めて開発した第1世代の対戦車ミサイルである。主に陸上自衛隊で使用されていた。通称「MAT（まっと）」、「64MAT」。

## 開発
1950年代後半、防衛庁（当時）は創設当初以来アメリカ軍からの供与に頼っていた各種自衛隊装備の国産化を図るため兵器の研究開発を開始し、これにより誕生した初の国産対戦車誘導弾である。
開発は1956年（昭和31年）から川崎重工他、各機器関連メーカーが行い、1964年（昭和39年）に制式化された。

## 構造

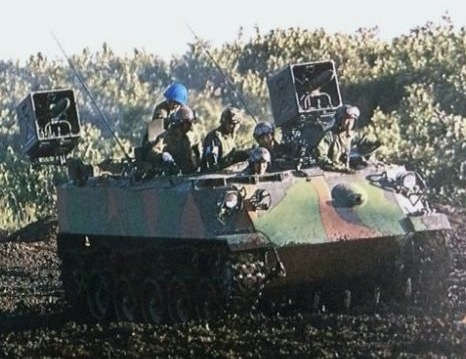
64式対戦車誘導弾を搭載した60式装甲車

システムは、誘導弾本体・運搬用コンテナ・発射台・照準装置からなり、73式小型トラックに搭載される。誘導方式は、ミサイル後部の発光筒を目印に、射手がジョイスティックによる操作を行なう手動指令照準線一致誘導方式で、世界各国の第1世代対戦車ミサイルと同様の誘導方式である。
第1世代対戦車ミサイル共通の欠点として、ケーブルを引っ張りながらの推進のため速度が85m/sと遅く、目標到達まで時間がかかり、しかも発射時に発生する大量の噴煙で発射場所が露呈しやすいとされる。
その反面、メリットとしては目標戦車の装甲の弱い部分を狙って、カーブさせて回り込むような誘導をすることができることである。
運搬用コンテナの底を開いて発射台を据えた状態で発射態勢をとる。地上に設置しての使用も可能だが、60式装甲車、73式装甲車などの車輌の上部に搭載して発射することが可能である。

## 運用
制式化後、師団隷下の対戦車隊に配備された。1960年（昭和35年）には、武装ヘリコプターの研究として、H-13に誘導弾を4発を搭載する実験も行われた。その後、79式対舟艇対戦車誘導弾などの採用に伴い、普通科連隊の普通科中隊内対戦車小隊に配備され1990年代に製造を終了している。
ベレンコ中尉亡命事件では、ソビエト連邦軍によるMiG-25戦闘機奪還を警戒して、第28普通科連隊の64式対戦車誘導弾が函館空港周辺に展開したが、実戦を経験することは無かった。老朽化による陳腐化や、87式対戦車誘導弾などの代替装備への更新により2000年代末に退役した。

## 登場作品
『戦国自衛隊』
小説・漫画版にて、戦国時代にタイムスリップした自衛隊の装備の1つとして登場。春日山城の天守閣を崩壊させるほか、川中島の戦いや小田原城攻略にも投入される。
『首都消失』
小説版に登場。ソ連海軍揚陸艦隊出現の報を受け、北海道沿岸に展開。
『War Thunder』
日本陸軍ツリーのランク5にて、64式対戦車誘導弾を搭載した60式装甲車が実装されている。実物同様、誘導弾発射後は命中まで手動（マウス、もしくはキーボード操作）で標的に照準を合わせ続ける必要がある。加えて誘導弾の速度が85m/sとやはり実物を再現しているが、これはゲーム内で実装されている全ミサイル・誘導弾の中で最低速となっている。